# Waiomys mamasae
Waiomys mamasae – gatunek owadożernego ssaka z podrodziny myszy (Murinae) w obrębie rodziny myszowatych (Muridae), występujący w południowo-wschodniej Azji.

## Zasięg występowania
W. mamasae znany jest tylko z miejsca typowego w zachodnio-środkowym Celebesie:

## Taksonomia
Rodzaj i gatunek po raz pierwszy zgodnie z zasadami nazewnictwa binominalnego opisał w 2014 roku międzynarodowy zespół zoologów (Australijczyk Kevin C. Rowe, Indonezyjczyk Anang S. Achmadi i Amerykanin Jacob A. Esselstyn) nadając im odpowiednio nazwy Waiomys i Waiomys mamasae. Holotyp pochodził z góry Gunung Gandangdewata (2°52′58,4″S 119°23′11,2″E/-2,882898 119,386448), na wysokości 1571 m n.p.m., w Rantepangko, w Mamasie, w Celebesie Zachodnim, w Indonezji. Pojedynczy okaz samca został odłowiony 12 maja 2012. Gryzoń pływał w płytkim, rwącym górskim strumieniu. Nowe odkrycie zostało po raz pierwszy naukowo opisane na łamach Zootaxa w 2014 roku. Jedyny przedstawiciel rodzaju Waiomys.
Waiomys jest taksonem siostrzanym Gracilimus i razem tworzą grupę siostrzaną z Sommeromys. Klad Gracilimus + Waimoys + Sommeromys jest taksonem siostrzanym w stosunku do kladów Paucidentomys + Echiothrix i Tateomys + Melasmothrix. Autorzy Illustrated Checklist of the Mammals of the World uznają ten takson za gatunek monotypowy.

### Etymologia
- Waiomys: mamasa wai „woda”; gr. μυς mus, μυος muos „mysz”; w aluzji do pół-wodnego stylu życia[2].
- mamasae: Mamasa, Celebes[6].

## Morfologia
Ciało Waiomys mamasae (długość – tułowia wraz z głową – holotypu: 129 mm) w części grzbietowej jest pokryte miękkim, cienkim, gęstym futrem o wybarwieniu szaro-brązowym, zaś w części brzusznej jasnoszarym. Zwierzę ma długi ogon (159 mm), który z wierzchu jest pozbawiony owłosienia, zaś od strony dolnej pokryty jest białym włosem. Oczy gryzonia są małe, krótkie uszy (11 mm), z wierzchu niemal całkowicie pokryte futrem. Na pysku rosną włosy czuciowe. Tylne stopy są długie (36 mm). Siekacze są wąskie, w płaszczyźnie zewnętrznej wybarwione na kolor jasnopomarańczowy. Żuchwa i szczęka mają po 3 pary zębów trzonowych. Masa ciała holotypu: 64 g.  